# 松山树子
松山树子（日语：／ Matsuyama Mikiko，1923年—2021年5月22日），本名“清水树子（清水樹子）”，是日本知名芭蕾舞舞蹈家、编舞师，同时也是松山芭蕾舞团和松山芭蕾舞学校联合创始人、团长及艺术总监。松山树子因演出《白毛女 芭蕾舞剧版》中的喜儿而在中国大陆享有盛名。

## 早年境况
松山树子于1923年出生与日本的鹿儿岛县。
1936年，松山树子考入日本剧场芭蕾舞团，成为该舞团的第一期学员；随后，她又考入东洋音乐学院钢琴科。
1940年，松山树子先后进入东勇作芭蕾舞团、东京芭蕾舞团。

## 奖项荣誉
- 1959年，因演出《白毛女》芭蕾舞剧而获得“和平文化奖（平和文化賞）”。

- 1963年，因演出《祗园祭》而获得“文部大臣奖励奖（文部大臣奨励賞）”。

- 1964年，获“舞蹈笔会奖（舞踊ペンクラブ賞）”。

- 1980年，获东京新闻“舞蹈艺术奖（舞踊芸術賞）”。

- 1985年，获“紫绶褒章”。

- 1989年，获日本表演家权利与表演团体协会（日语：日本芸能実演家団体協議会）“演艺功劳者表彰（芸能功労者表彰）”。

- 1994年，获“勋四等宝冠章”。

- 2004年，与丈夫清水正夫共同获得由中国政府颁发的“文化交流贡献奖”。